# Їржі Полівка
Полівка Їржі (Юрій) (1858 — 1933) — відомий чеський філолог-славіст, один із основоположників слов'янської порівняльної фольклористики, професор слов'янської філології Карлового університету, член-кореспондент Санкт-Петербурзької академії наук (з 1901), іноземний член ВУАН з 1924.